# 印度黑羚
印度黑羚（英語：Indian antelope）是典型的草原羚羊，是一种分布于印度、尼泊尔和巴基斯坦的羚羊。

## 外部特征
雌体和雄体相差较大。雌体为黄褐色，样子很像高角羚，无角且体型较小。雄体很漂亮，腹部、小腿、颈的下部和喉咙，而且角是螺旋形的。

## 分布
印度黑羚原产于印度、巴基斯坦等中南亚地区，后因为引入，所以在北美平原、南美亚马逊甚至加勒比海的一些岛屿都能叫到其踪影。

## 保护等级
瀕危野生動植物種國際貿易公約保护等级为三级重点保护动物。

## 栖息地
为典型的草原羚羊。

## 习性
不经常与其他动物结群。雨季群体主要为三种：一只羚羊（成年或亚成年都有可能。单独雌性时有可能带着宝宝）；一只成年雄性羚羊与许多成年雌性羚羊；5只—20只单身的亚成年组成的。旱季则结合成一体。很少与其他羚羊交往。
性机敏，智力很高。擅长跑跳。主要以草本植物为食，兼食树叶。

### 繁殖
每年春初交配，求偶争斗激烈，常常有羚羊被顶死。孕期为六个月，每产1－2仔，1－2岁性成熟，寿命约15年。

## 圖集

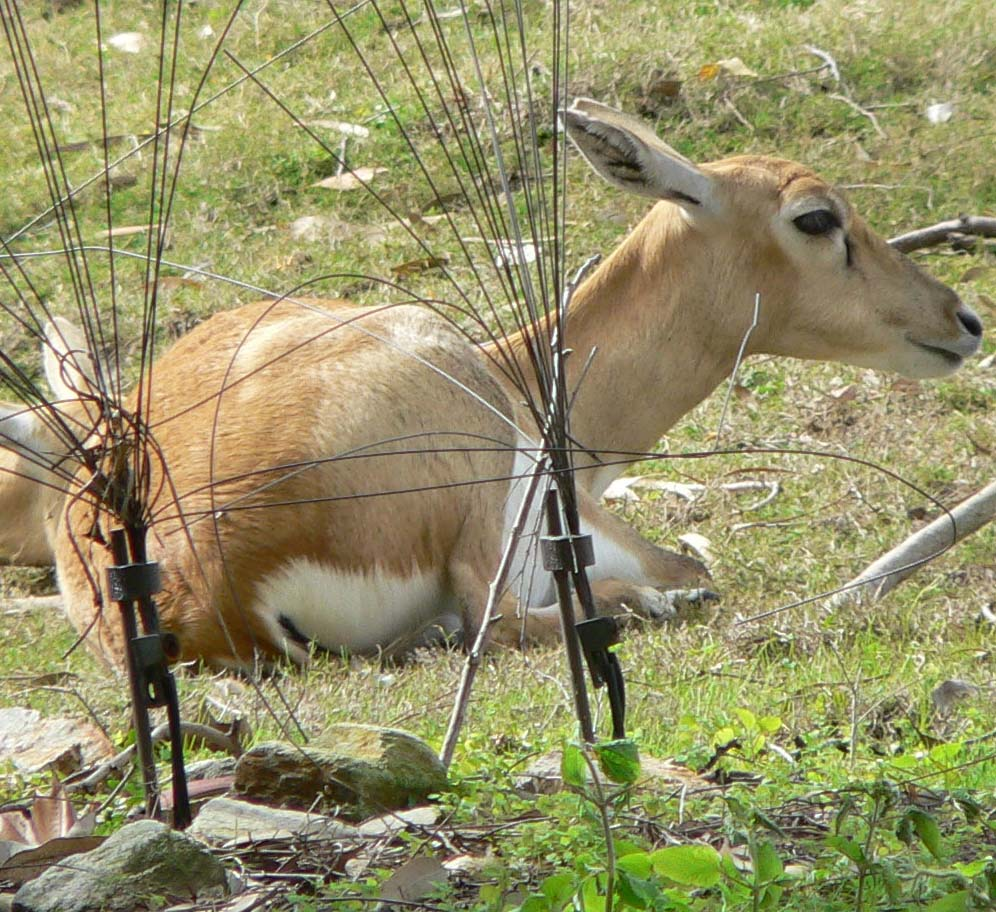
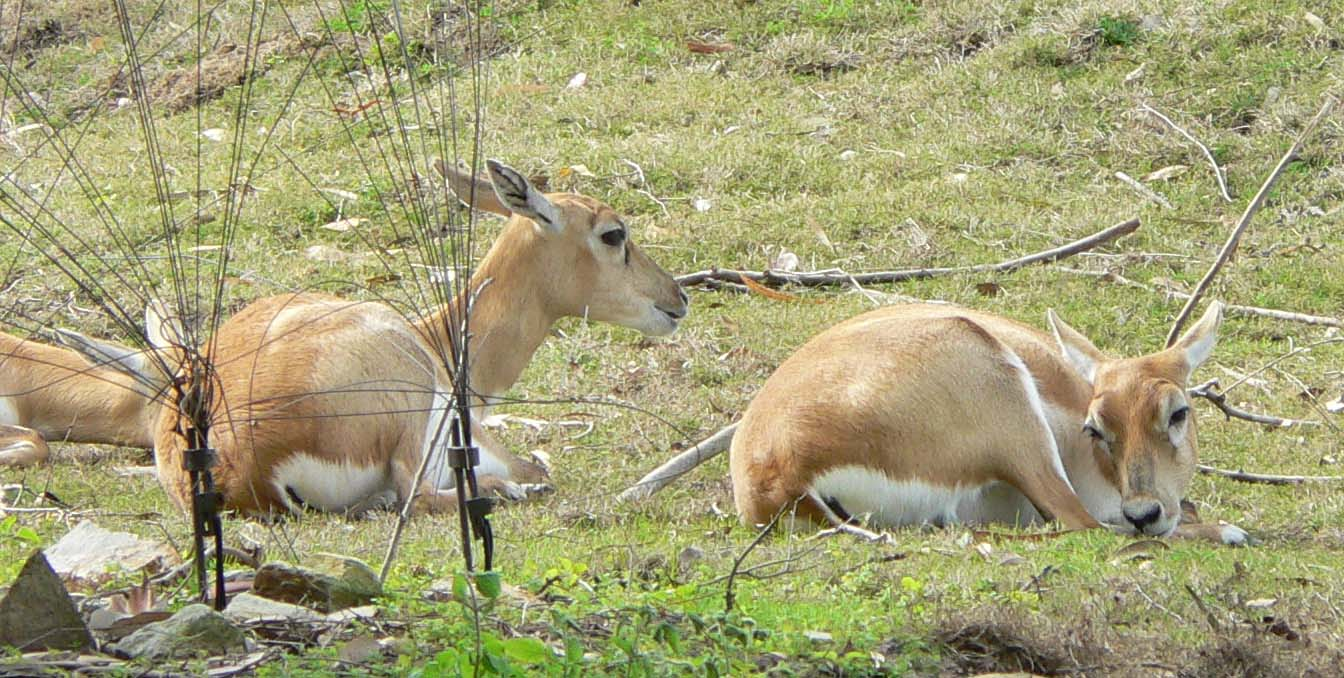
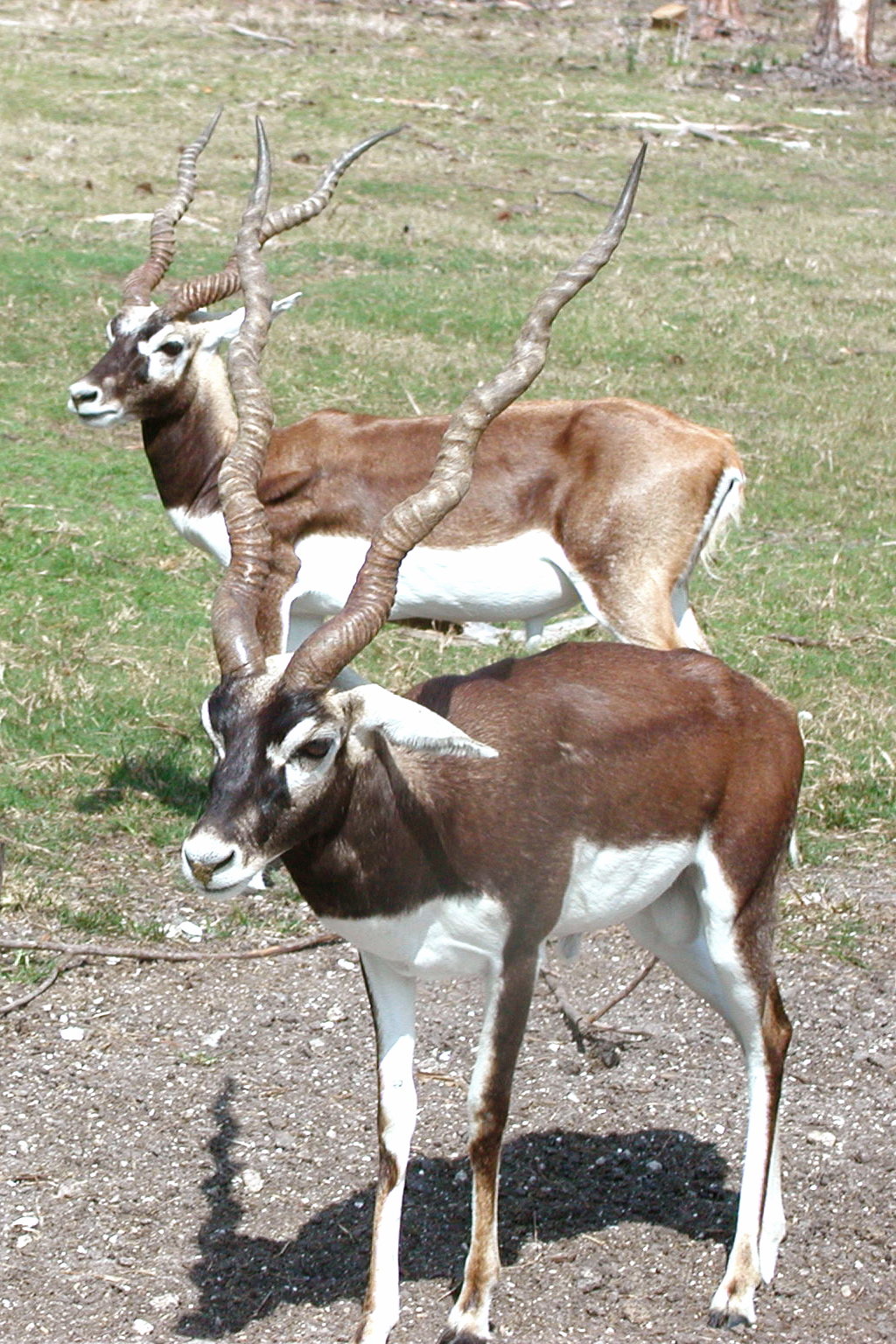
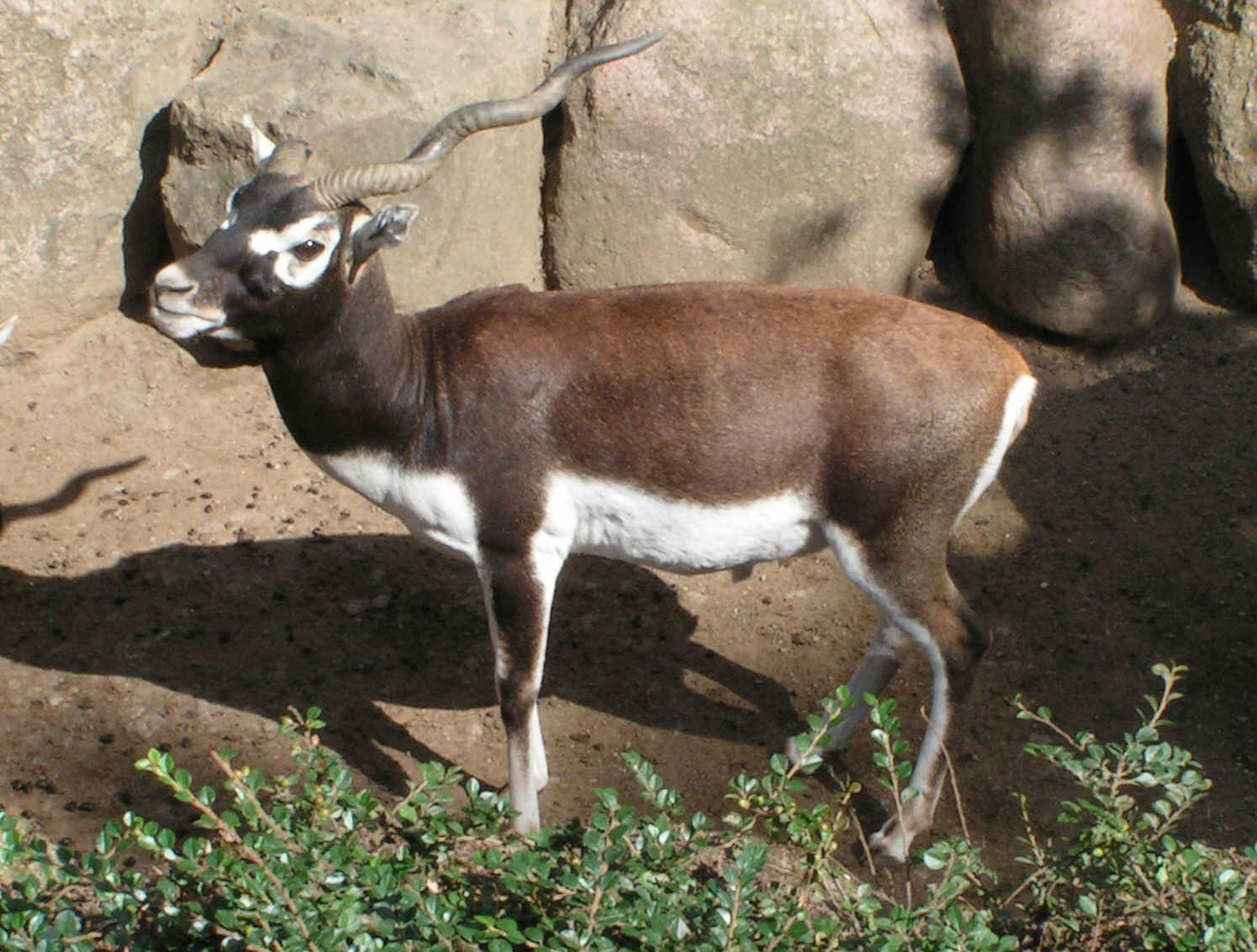
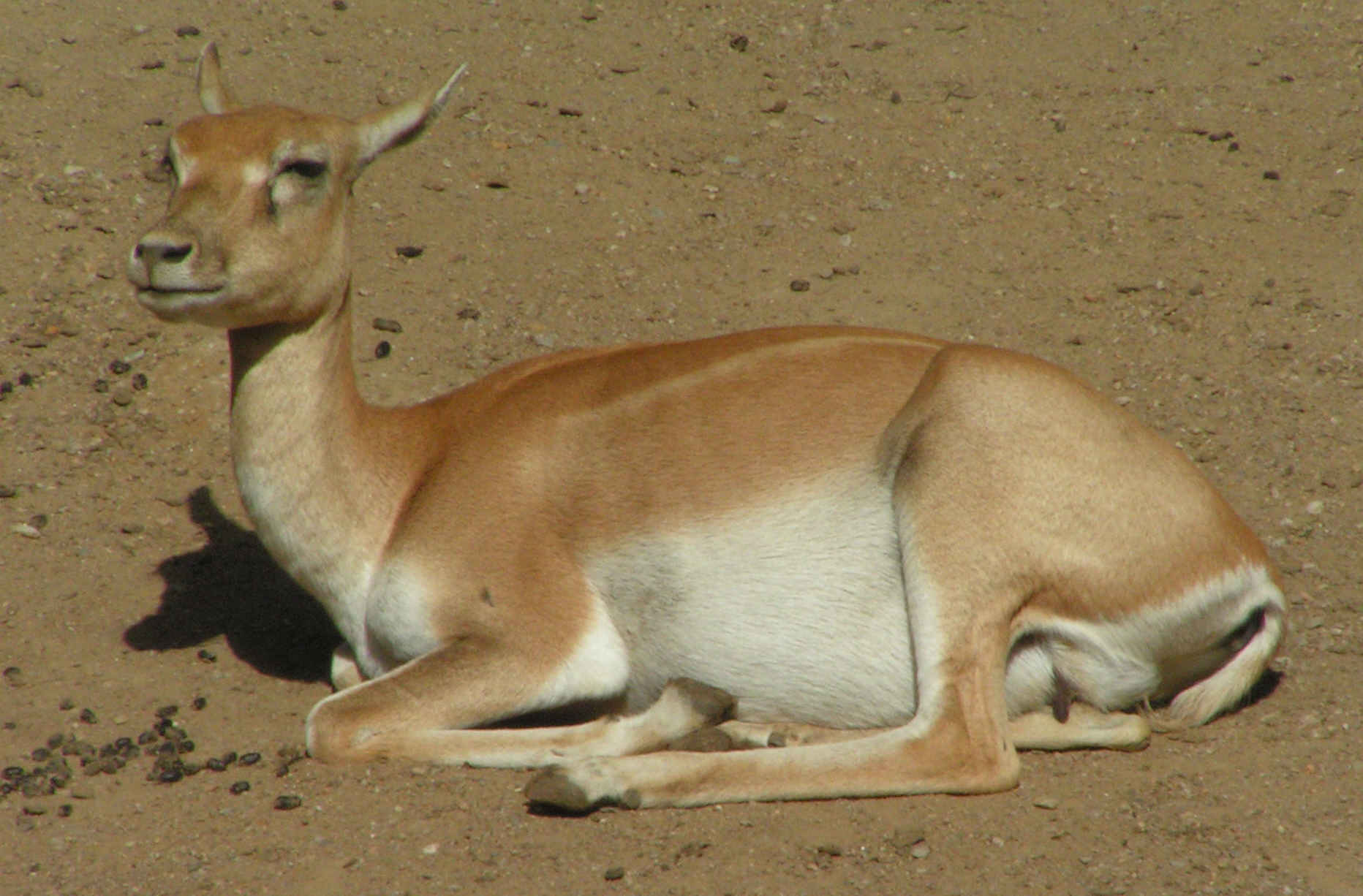
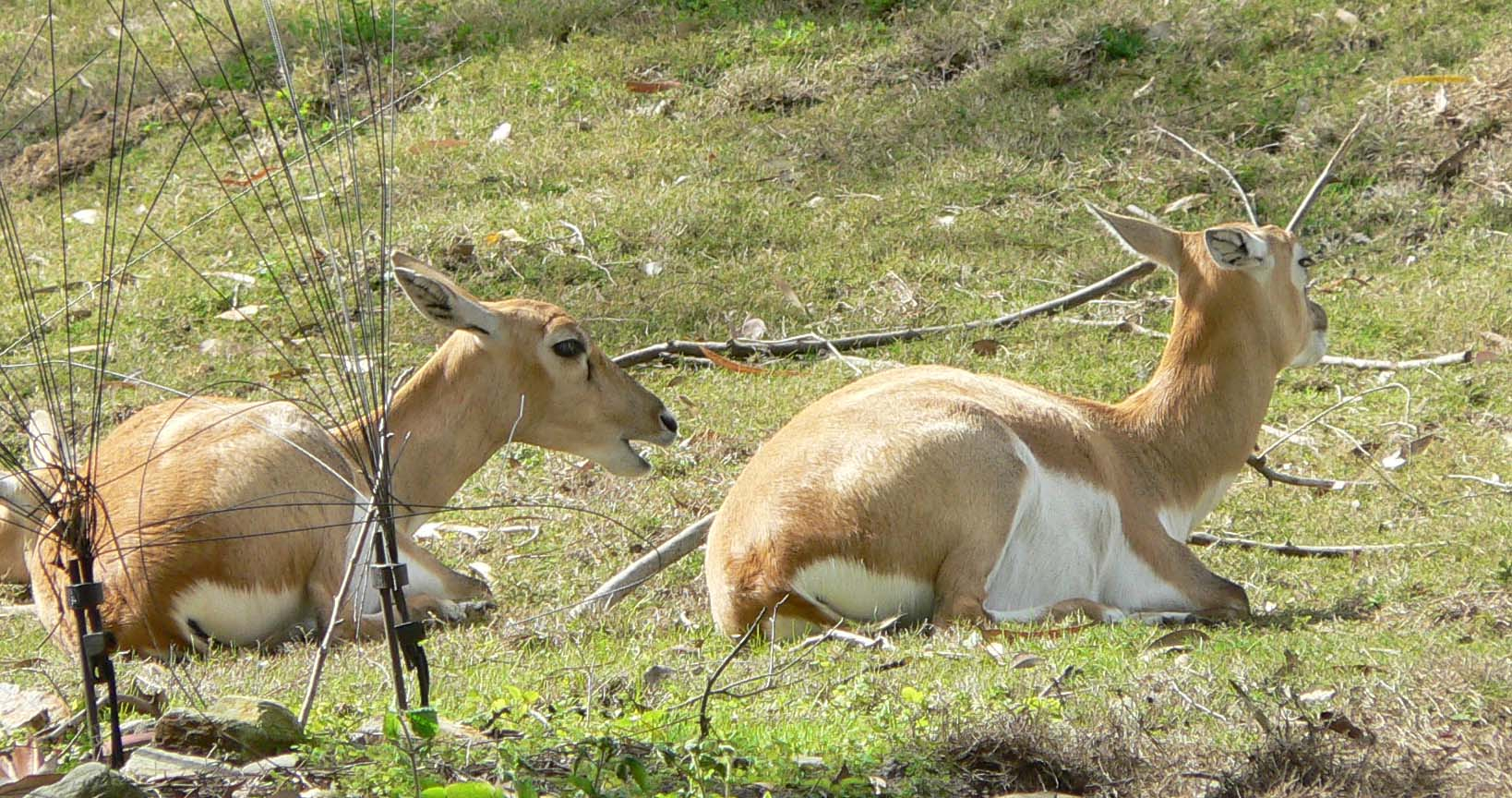
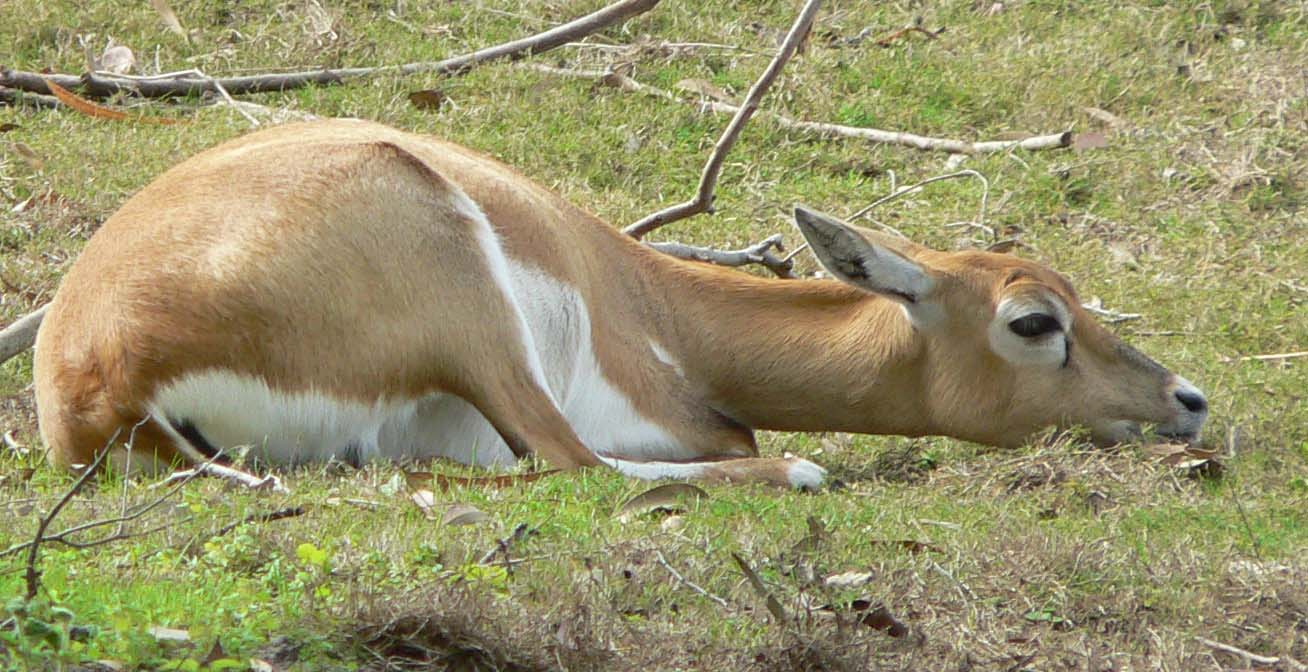
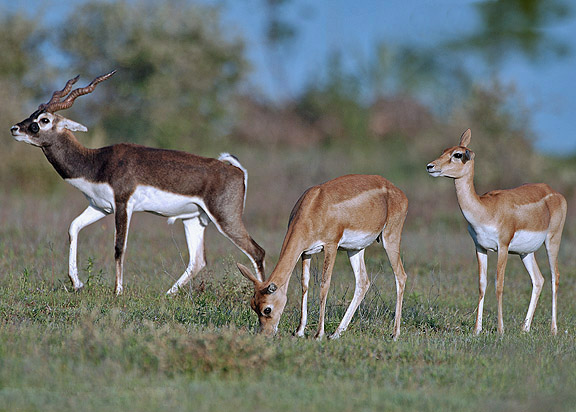